# Cambarincola steevesi
Cambarincola steevesi är en ringmaskart som beskrevs av Holt 1973. Cambarincola steevesi ingår i släktet Cambarincola och familjen Cambarincolidae. Inga underarter finns listade i Catalogue of Life.